# Campionati asiatici di pugilato dilettanti femminili 2019
I Campionati asiatici di pugilato dilettanti femminili 2019 si sono svolti a Bangkok, in Thailandia, dal 17 al 27 aprile 2019. È stata la 9ª edizione della competizione biennale organizzata dall'organismo di governo asiatico del pugilato dilettantistico, ASBC.

## Risultati
| Categoria                   | Oro | Argento | Bronzo |
| Pesi mosca leggeri (kg 48)  |     |         |        |
| Pesi mosca (kg 51)          |     |         |        |
| Pesi gallo (kg 54)          |     |         |        |
| Pesi leggeri (kg 57)        |     |         |        |
| Pesi superleggeri (kg 60)   |     |         |        |
| Pesi welter (kg 64)         |     |         |        |
| Pesi medi (kg 69)           |     |         |        |
| Pesi mediomassimi (kg 75)   |     |         |        |
| Pesi massimi (kg 81)        |     |         |        |
| Pesi supermassimi (kg 81 +) |     |         |        |